# Виттуоне
Виттуоне (итал. Vittuone) — коммуна в Италии, в провинции Милан области Ломбардия.
Население составляет 8361 человек (на 2004 г.), плотность населения составляет 1505 чел./км². Занимает площадь 5 км². Почтовый индекс — 20010. Телефонный код — 02.
В коммуне особо почитаем святой животворящий Крест Господень. Праздник ежегодно празднуется 11 октября, а также первое или второе  воскресение мая.